# München Mord: Kein Mensch, kein Problem
Kein Mensch, kein Problem ist ein deutscher Fernsehfilm von Alexander Dierbach aus dem Jahr 2016. Es handelt sich um die dritte Folge der Kriminalfilmreihe München Mord mit Bernadette Heerwagen, Alexander Held und Marcus Mittermeier in den Hauptrollen.

## Handlung
In einem Hotel wird ein Nackter in einem großen Reisekoffer tot aufgefunden. Während der Dienststellenleiter Helmut Zangel von einem Sexunfall ausgeht, tendiert das Ermittlerteam bestehend aus Angelika Flierl, Harald Neuhauser und Ludwig Schaller zu einem Mord. Nachdem die Identität des Toten klar ist und sie dessen Frau über den Tod ihres Mannes informieren, stellt sich ihnen die Frage, warum er ein Hotelzimmer gemietet hatte, wenn er doch in München eine Wohnung besitzt. Seine Frau hat dafür auch keine Erklärung. Rätsel gibt auch der Koffer auf, der offensichtlich per Flugzeug transportiert wurde. Da das Opfer aber auf dem Flughafen gearbeitet hat und seine beiden engsten Freunde, Konrad Saxinger und Marco Albertini im Kazanischen Konsulat verkehren, bekommt das Ganze eine politische Brisanz. Neuhauser und Flierl begeben sich kurzerhand als Pärchen getarnt im Konsulat auf Spurensuche. Die Ermittlungen in der Welt der Diplomaten und Politiker machen die Angelegenheit nicht gerade einfach. Als Konrad Saxinger und Marco Albertini bemerken, dass sie im Fokus der Ermittlungen stehen, werden sie zunehmend nervöser. Albertini hält das nicht aus und seine Freundin drängt ihn, bei der Polizei eine Aussage machen. Da Saxinger das nicht zulassen kann und will, entführt er Albertinis Freundin, um ein Druckmittel gegen ihn zu haben. Die Ermittler nehmen zunächst an, dass Jessica Pallack nur untergetaucht ist. Doch nachdem Albertini plötzlich den Mord an seinem Freund gesteht, sind sie sich sicher, dass er zu dieser Aussage gezwungen wurde.
Ludwig Schaller bemüht sich unterdessen darum, den Diplomatenstatus von Victoria Sokol zu klären, die angeblich auf Einladung Münchens aus Kazan eingereist ist und offiziell als Gesandte dieses Landes auftritt. Trotz Diplomatenpass hat dieser ohne Genehmigung der entsprechenden Behörde keine Gültigkeit. Der Versuch herauszufinden, weshalb die Frau wirklich in München ist und welche Ziele sie verfolgt, schlägt fehl. Neuhauser und Flierl können indessen Sokols Sohn dabei beobachten, wie er einen großen Reisekoffer aus einer Garage schafft. Sie vermuten darin die entführte Jessica Pallack, können den Mann aber nicht stoppen und er entkommt mit dem Koffer auf das Gelände der Kazanischen Botschaft. Nachdem die Ermittler noch einmal Albertini verhören und ihm die brisante Lage seiner Freundin darlegen, bricht er sein Schweigen. Er sagt aus, dass Saxinger ihn beauftragt hatte, den Koffer aus dem Hotelzimmer zu holen. Was darin war, hätte er nicht gewusst.
Um Jessica Pallack zu retten, setzen sich die drei Ermittler über die politische Immunität der Sokols hinweg und stürmen das Konsulat, doch finden sie hier nur noch verlassene Zimmer und einen leeren Koffer. Als Schaller ihn sich genau ansieht, findet er darin einen vergessenen Geldschein. Damit ist ihnen klar, das es hier einzig und allein um Geld geht. Sie finden heraus, dass Familie Sokol ihren „Familienschatz“ von 150 Millionen Euro hier nach Deutschland bringen wollte. Da das Opfer dies auch wusste, hatte er den Koffer bereits auf dem Flughafen unterschlagen und ihn in ein Hotel liefern lassen. Als er sich dort das Geld abholen wollte, wurde er von Pawel Sokol aufgespürt und getötet.
Neuhauser und Flierl können Jessica lebend in einem weiteren Koffer entdecken und begeben sich anschließend umgehend zum Flughafen, um den Sokols bei ihrer übereilten Abreise zuvorzukommen. Aufgrund der nicht bestätigten Gültigkeit ihrer Diplomatenpässe können sie Victoria und Pawel Sokol festnehmen.

## Rezeption

### Einschaltquoten
Sowohl beim Gesamtpublikum als auch bei den jüngeren Zuschauern konnte die Folge im Vergleich zur vorhergehenden Folge gewinnen. Die Ausstrahlung im ZDF verfolgten 5,59 Millionen Zuschauer, was einen Marktanteil von 17,1 Prozent bedeutet. 9,8 Prozent der jüngeren Zuschauer verfolgten den Kriminalfilm im ZDF, also etwa 1,13 Millionen.

### Kritiken
Rainer Tittelbach von tittelbach.tv zieht folgendes Urteil zu dieser Folge: „Wo gerade noch einige Euro-Millionen gestapelt lagen, liegt nun ein Toter. Nicht nur dieser Wechsel eines Kofferinhalts, auch das (fast unmögliche) Ermitteln in diplomatischen Kreisen kennzeichnet den dritten Fall der Münchner Außenseiterbande um Kommissar Schaller. Der depperte Polizist (großartig: Alexander Held) gibt „Kein Mensch, kein Problem“ die besondere Note. Da ist viel Absurdität und Wahnwitz im ironischen Spiel; und da rennt auch schon mal einer nackig vor der Polizei davon.“ Zum Schluss gibt er folgendes Resümee ab: „München Mord bleibt auch nach dem dritten Streich die unkonventionellste der vier 2014 gestarteten ZDF-Samstagskrimi-Reihen“.
Manuel Weis von Quotenmeter.de schrieb: Am Ende „darf aufgeatmet werden: Nein, «München Mord» musste nicht Stangenware werden und hebt sich somit als nahezu einziger ZDF-Samstagskrimi inhaltlich noch deutlich ab. Und genau diesen Weg sollte man – mit aller gebotenen Vorsicht, es nicht zu wild zu treiben – auch weitergehen. Dem ZDF sei sogar gesagt, dass einigen anderen Reihen, unter anderem den Neueren, ein Stück von dem Mut des Münchner Trios ziemlich gut tun würde.“

## Trivia
Als Urheber des Zitats „Kein Mensch, kein Problem“, mit dem Victoria Sokol gegenüber Konrad Saxinger die Alternative zur Entführung von Jessica beschreibt, wird oft Josef Stalin genannt; es stammt aber aus dem 1987 erschienenen Roman Die Kinder vom Arbat von Anatoli Rybakow, in dem es Stalin anlässlich der willkürlichen Erschießung ehemals zaristischer Offiziere im Herbst 1918 in Zarizyn in den Mund gelegt wird.